# Vernonanthura brasiliana
Vernonanthura brasiliana là một loài thực vật có hoa trong họ Cúc. Loài này được (L.) H.Rob. miêu tả khoa học đầu tiên năm 1992.